# Tuber brumale
Tuber brumale (Carlo Vittadini, 1831) din încrengătura Ascomycota în familia Tuberaceae și de genul Tuber, denumit în popor trufă neagră de iarnă, trufă de toamnă sau trufă brumală, este o ciupercă comestibilă care coabitează cu rădăcinile de arbori, formând micorize. Acest soi se dezvoltă în România subteran în grupuri de 3-5 exemplare în soluri lutoase, calcaroase, bine drenate dar de asemenea cu umiditate ridicată, în păduri de foioase (alun, carpen, stejar, tei) dar și de rășinoase (molid, pin negru). Apare de la câmpie la munte din (octombrie) noiembrie până în martie, dar lunile cele mai productive sunt decembrie și ianuarie.

## Taxonomie
Specia a fost descoperită de savantul francez Pierre Bulliard și publicată sub titlul Tuber moschatum în volumul 10 al marii sale opere Herbier de la France ou, Collection complette des plantes indigenes de ce royaume etc… din 1790. Probabil independent de el, micologul italian Carlo Vittadini a descris specia precis sub denumirea valabilă până în prezent (2019), de verificat în lucrarea sa Monographia Tuberacearum din 1831. Toate celelalte încercări de redenumire nu au fost folosite niciodată și sunt astfel neglijabile.

## Descriere

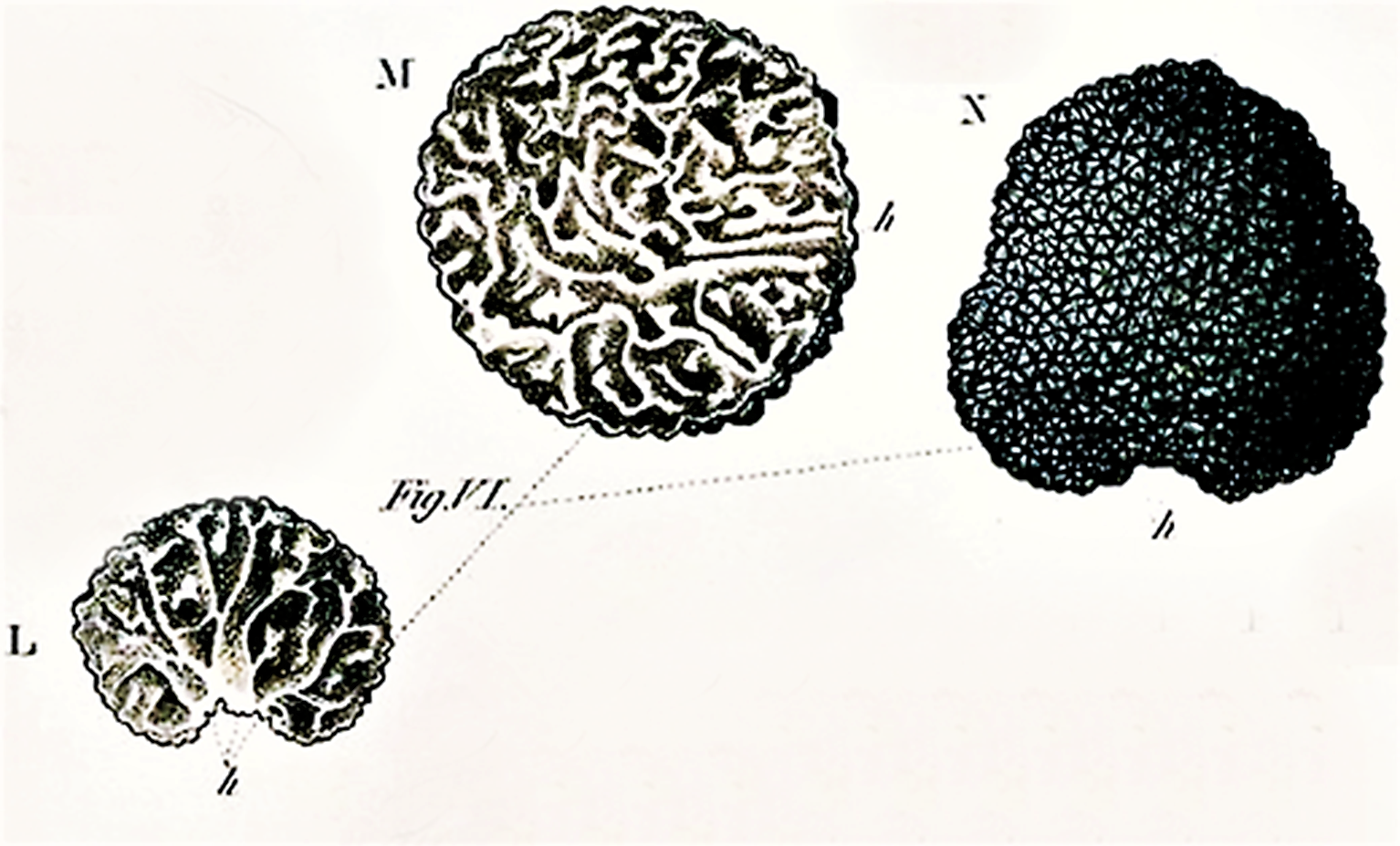
Vittad.: Tuber brumale

- Corpul fructifer: se dezvoltă subteran, de obicei la o adâncime de 3-30 cm, uneori chiar la suprafața solului. El are în mod general un diametru de 3-10 (12) cm, fiind sferic până turtit neregulat. Peridia (înveliș al corpului de fructificație la unele ciuperci[11] cu o grosime de 2-3 mm care nu poate fi decojită, este verucoasă, acoperită cu solzi cu 4-6 vârfuri, împărțite în 4-5 linii transversale. Mărimea și proeminența solzilor variază. Ei sunt mai mici și reduși fâță de cei de la trufa de vară, uneori chiar lipsesc, dar se găsesc și exemplare cu solzi mari și proeminenți. Coloritul este  brun-negricios, aproape negru, dar poate purta și nuanțe de albăstrui închis. Gleba este inițial albicioasă, apoi se schimba în gri, gri-violaceu și brun-negricios, interiorul fiind străbătut de nervuri groase și labirintice de culoare crem-albicioasă până bej. Gleba devine la bătrânețe permanent neagră.
- Piciorul:  nu există.
- Carnea (gleba): este la exemplarele tinere fermă și compactă. Mirosul este aromatic, amintind de nucșoară și mosc, dar la bătrânețe neplăcut înțepător, gustul fiind foarte savuros.
- Reacții chimice: nu sunt cunoscute.
- Caracteristici microscopice: are spori elipsoidali, hialini (translucizi), dens țepoși, având o mărime de 22-40 x 16-27  microni. Pulberea lor este brun-negricioasă. [6][7][8]

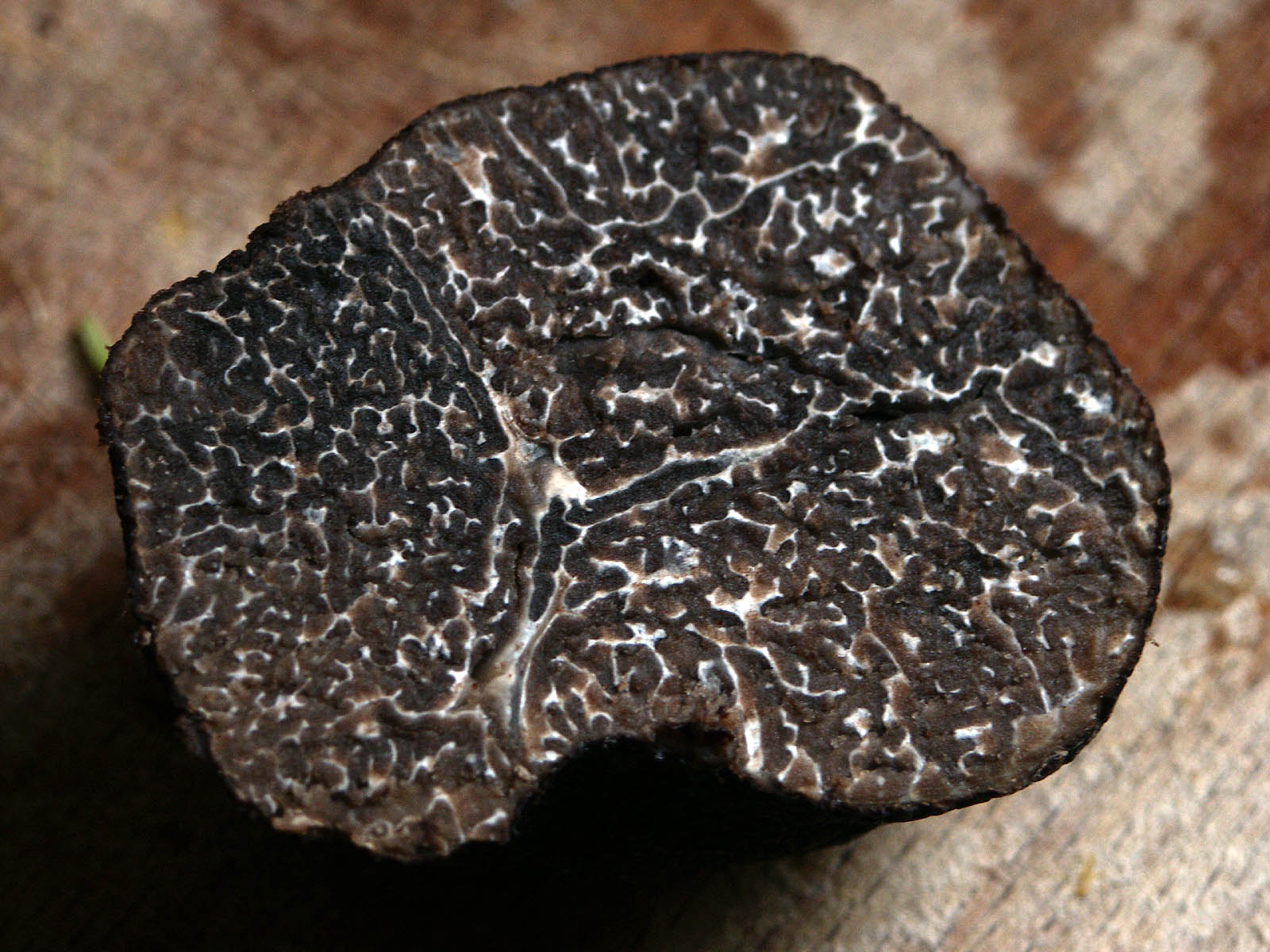
T. brumale, secțiune longitudinală 1
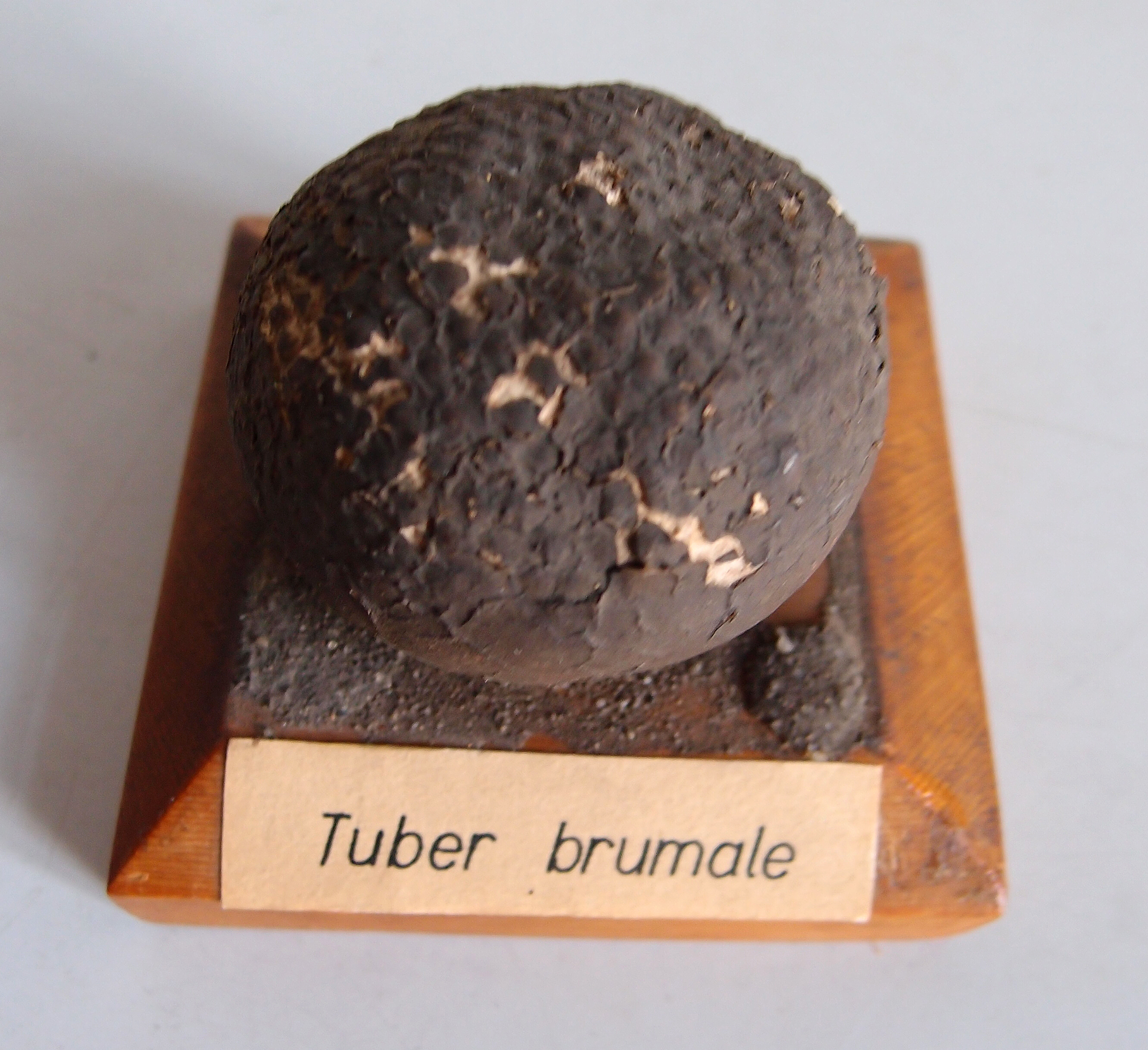
T. Brumale, aspect exterior

## Specificitate
Datorită dezvoltării parțiale adânc în pământ, este nevoie de câini sau porci (aceștia cu botniță, de altfel ar mânca bureții) dresați pentru descoperirea soiului, vânătoarea de trufe negre de iarnă sub zăpadă fiind deosebit de spectaculoasă. Din cauza anotimpului, exemplarele mai apropiate de suprafață nu pot fi depistate după prezența a lui Leiodes cinnamomea (gândac de trufă) sau a muștelor de trufă de genul Heleomyza (Heleomyza serrata, Helomyza tuberivora) sau de genul Suillia (Suillia affinis, Suillia fuscicornis).

## Confuzii
Această specie poate doar fi confundată cu specii asemănătoare ale acestui gen, cu toate comestibile, cum sunt: Tuber aestivum, Tuber indicum, Tuber macrosporum, Tuber melanosporum, Tuber mesentericum sau Tuber uncinatum.

## Specii asemănătoare în imagini

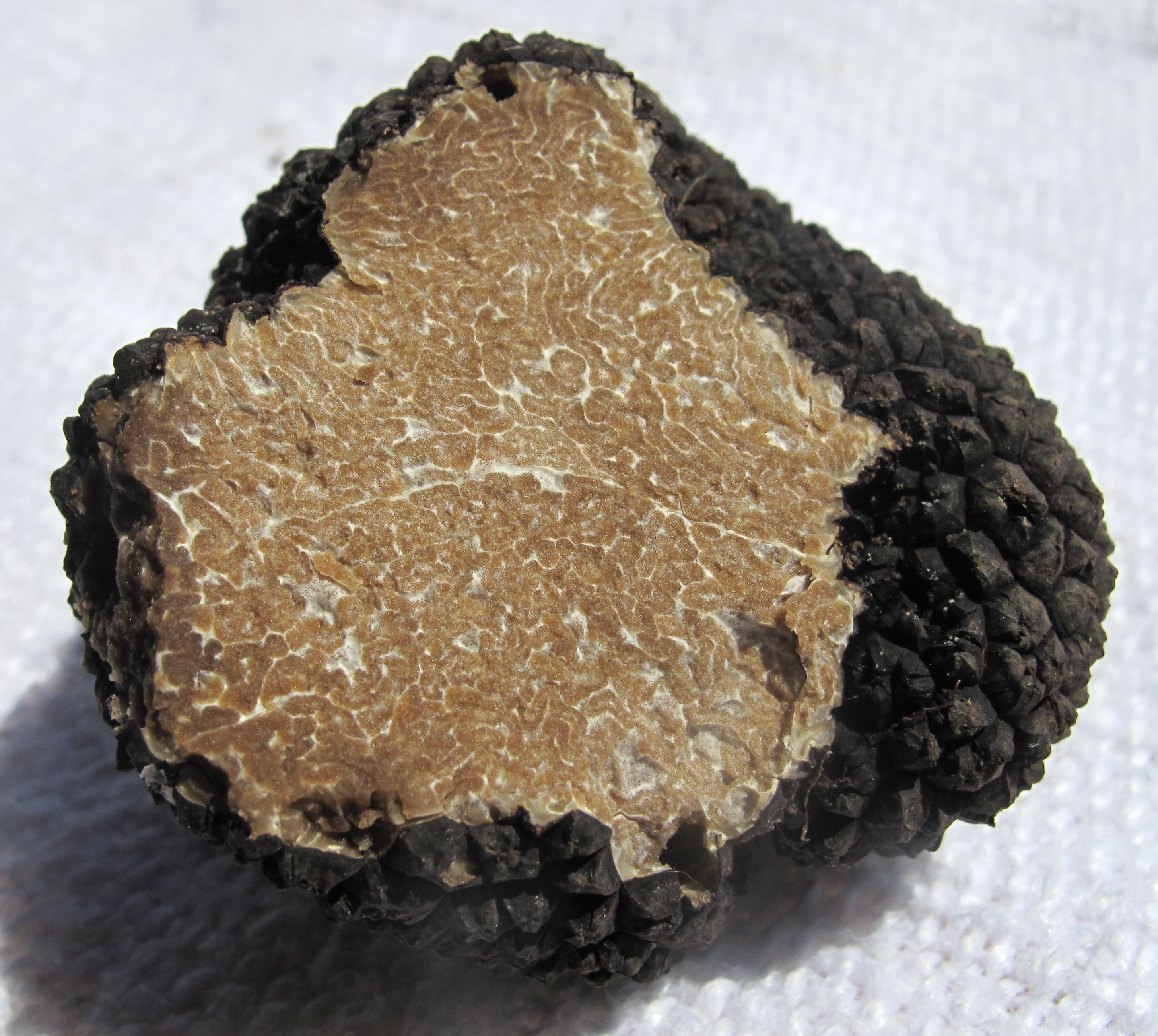
Tuber aestivum
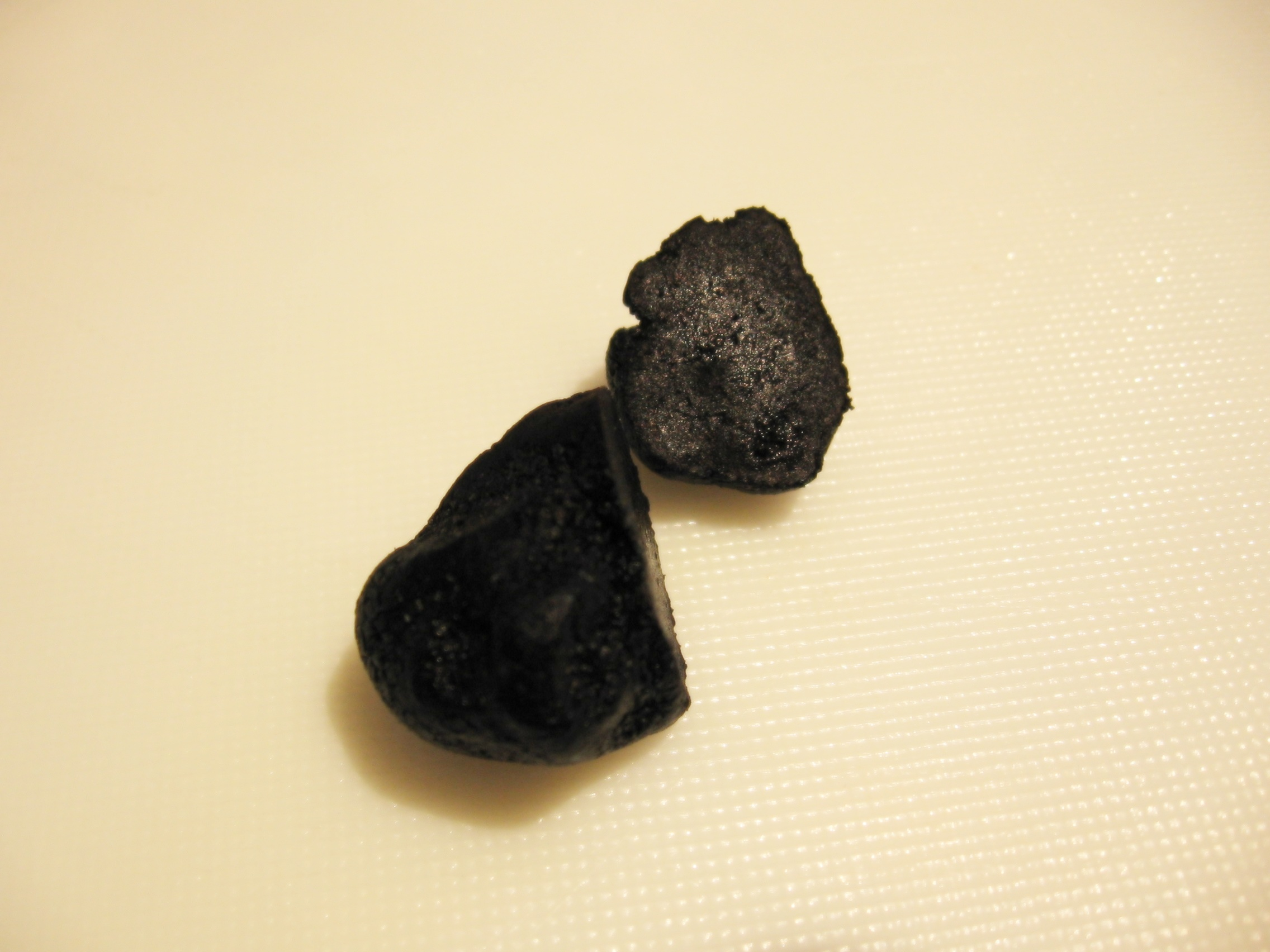
Tuber indicum
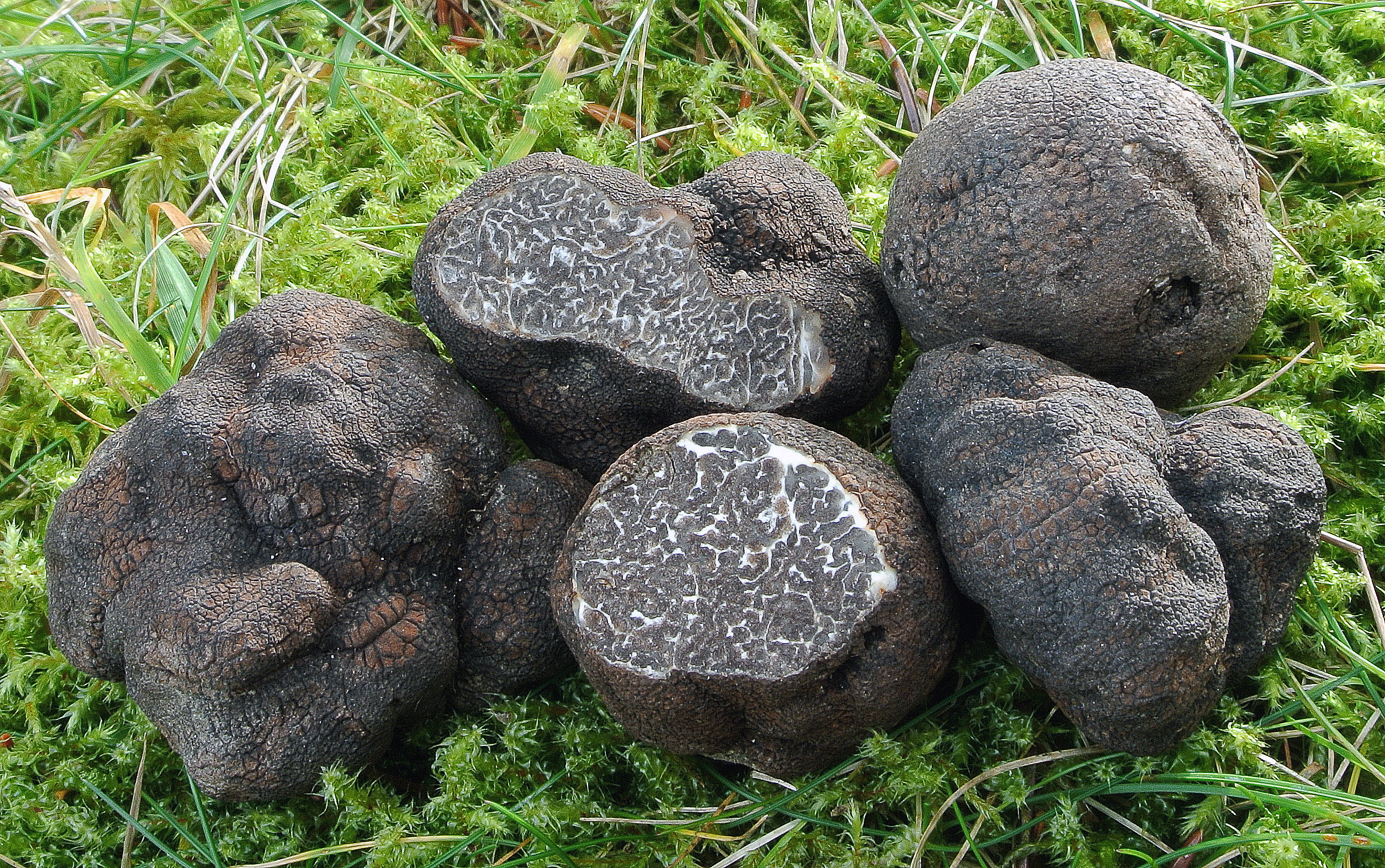
Tuber macrosporum
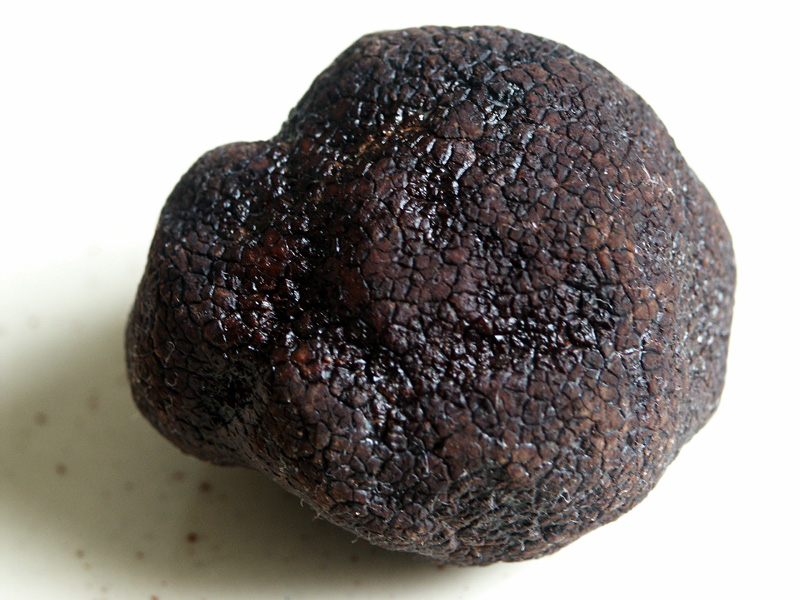
Tuber melanosporum
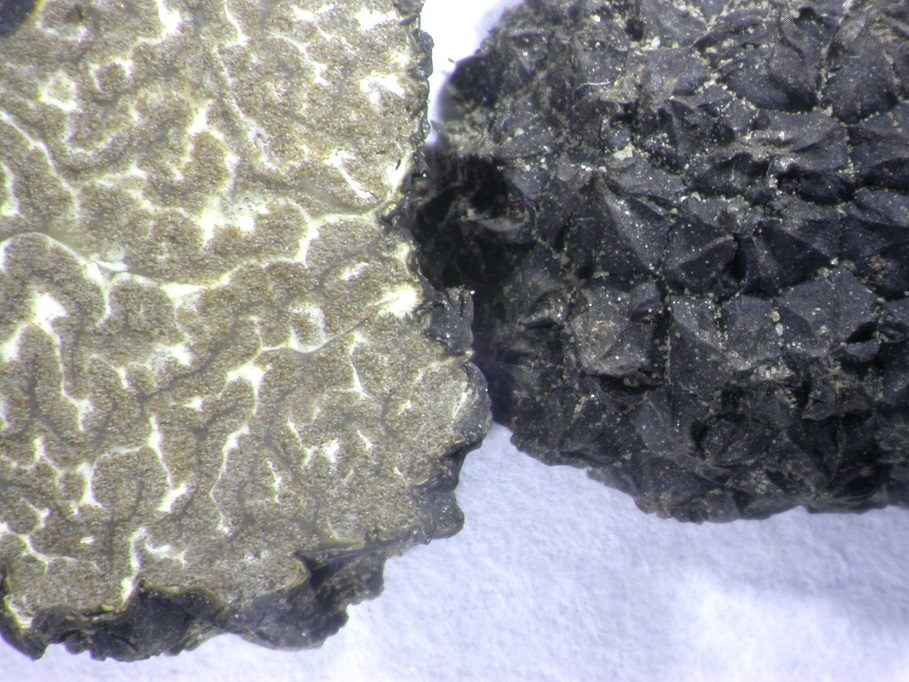
Tuber mesentericum
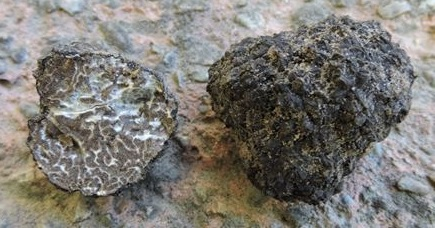
Tuber uncinatum

## Valorificare
Trufa neagră de iarnă reprezintă cam 8-12% din cantitatea de trufe recoltată anual în România. Trufa neagră de iarnă, bogată în polizaharide care au importanță deosebită prin faptul că întăresc rezistența sistemului imunitar, se situează ca valoare gastronomică între Tuber aestivum (trufa de vară) respectiv Tuber uncinatum (trufa burgundă) și Tuber melanosporum (trufa de Perigord).
Aceste ciuperci sunt foarte apreciate în gastronomie, nu în ultimul rând datorită prețului mai scăzut între 100-500 € pe kilogram în comparație cu Tuber melanosporum. Se pot consuma crude sau fierte, în omlete sia jumări de ou, paste făinoase, rizoto, salate, pe pâine prăjită sau ca unt trufat.
În ultimul timp se fac mari eforturi pentru cultivarea acestei specii.

## Bibiliografie
- Bruno Cetto, volumele 1-7
- J. E. și M. Lange: „BLV Bestimmungsbuch - Pilze”, Editura BLV Verlagsgesellschaft, München, Berna Viena 1977, p. 116, ISBN 3-405-11568-2
- Gustav Lindau, Eberhard Ulbrich: „Die höheren Pilze, Basidiomycetes, mit Ausschluss der Brand- und Rostpilze”, Editura  J. Springer, Berlin 1928
- Meinhard Michael Moser: „Kleine Kryptogamenflora der Pilze – vol. II a.: „Höhere Phycomyceten und Ascomyceten”, Editura Gustav Fischer, Jena 1963
- Carlo Vittadini: „Monographia Tuberacearum, Editura Carlo Benzoni, Milano 1831